# Thorleif Schjelderup
Thorleif Schjelderup född 20 januari 1920 i Aker, död 28 maj 2006 i Oslo var en norsk backhoppare och författare. Han tävlade för Heming IL. 1948 blev Schjelderup gift med Anne Brown.

## Karriär
Thorleif Schjelderup växte upp på Vettakollen i Aker. Han inspirerades av de kända backhopparna, bröderna Sigmund, Birger och Asbjørn Ruud. Han började själv med backhoppning och inkluderades i den berömda backhoppningsmiljön i Kongsberg.
Schjelderup blev nummer två i Holmenkollrennet 1946. Han tog silver i norska mästerskapen 1947 i Tistedal och en bronsmedalj i nationella mästerskapen i Strinda 1948. Han blev åter nummer två i tävlingen i Holmenkollen 1948 och utvaldes som deltagare till OS 1948.
Under olympiska spelen 1948 i St. Moritz i Schweiz, tävlades det för andra gången i Olympiaschanze (svenska: Olympiabacken). Vid förra tillfället,  OS i St. Moritz (1928) säkrade Alf Andersen och Sigmund Ruud norsk dubbelseger. I OS 1948 var bröderna Ruud (Birger och Asbjørn) med i norska laget och optimismen var stor. I en mycket jämn och spännande tävling vann Thorleif Schjelderup en bronsmedalj efter landsmännen Petter Hugsted (3,0 poäng före Schjelderup) och Birger Ruud (1,5 poäng före).
Efter OS fortsatte Thorleif Schjelderup att tävla på nationell nivå. Han deltog bland annat i Holmenkollrennet 1949 (placerade sig som nummer 12), 1950 (nummer 11), 1951 (nummer 5) och 1953 (nummer 13). 
Schjelderup var den första norrman som hoppade över 100 meter. Han avslutade sin aktiva idrottskarriär 1957.

## Senare karriär
Thorleif Schjelderup var tränare för italienska backhoppningslandslaget från 1953 till 1956. Från 1957 blev han tränare för norska landslaget fram till OS 1960 i Squaw Valley.
Schjelderup tog examen vid Universitetet i Oslo och är Cand. jur. Han är också känd som fotograf, författare och miljöaktivist. Många av hans böcker handlar om natur och friluftsliv.